# Buổi hòa nhạc Dưới những vì sao (Toruń)

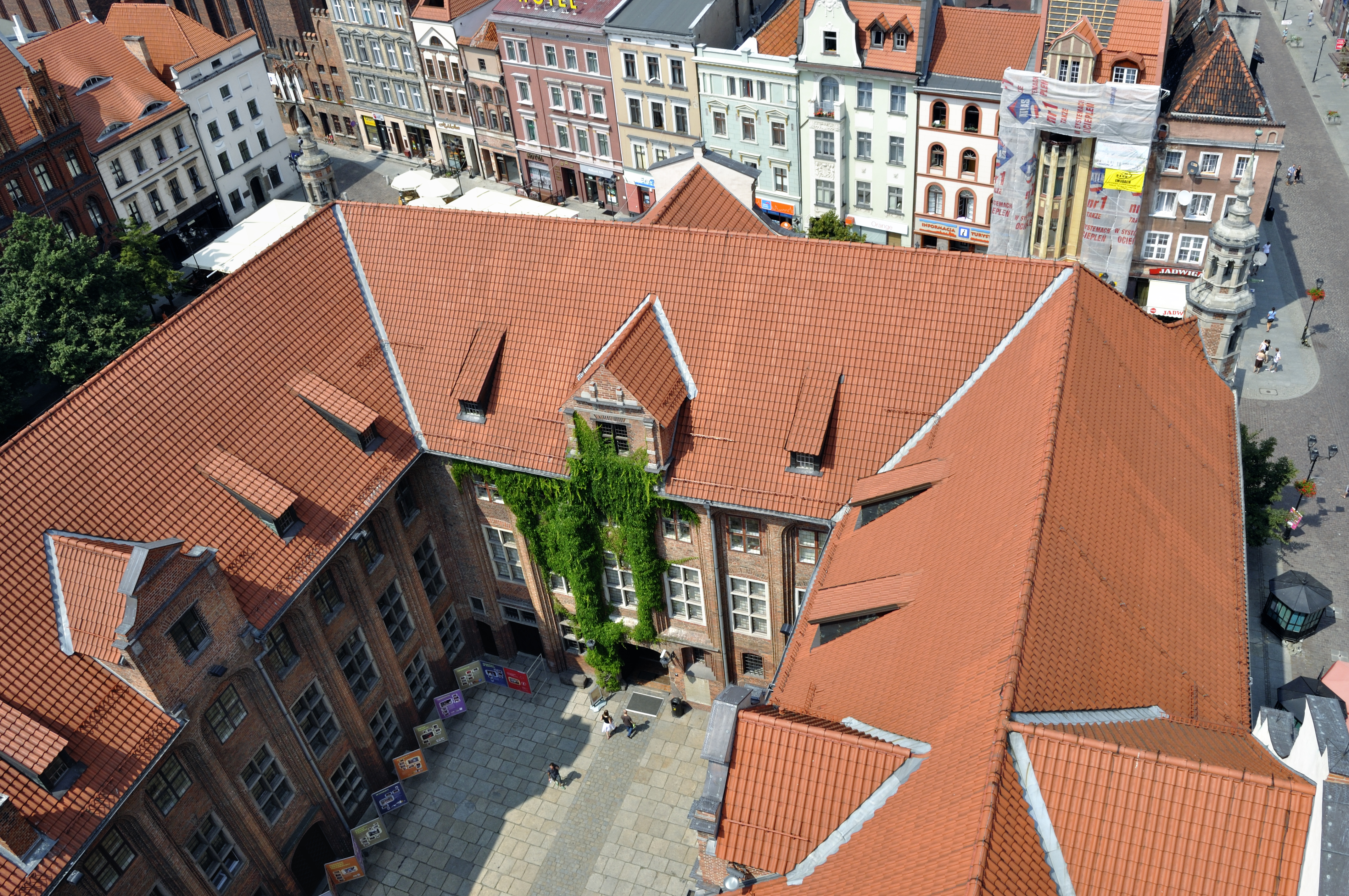
Khoảng sân Tòa thị chính cũ ở Toruń

Buổi hòa nhạc Dưới những vì sao (tiếng Ba Lan: Koncerty pod Gwiazdami) là lễ hội âm nhạc đi kèm loạt các sự kiện khác, diễn ra bắt đầu từ năm 1995 tại Toruń. Lễ hội được Trung tâm Văn hóa Trang viên Artus tổ chức.

## Ý tưởng của lễ hội
Ý tưởng của lễ hội là trình diễn âm nhạc và nghệ thuật ngoài trời, vào các buổi tối và đêm hè, trong khung cảnh của Thị trấn thời Trung Cổ Toruń. Lê hội là một cách để phô ra vẻ đẹp cổ kính của Toruń.
Các buổi hòa nhạc lễ hội được tổ chức vào đầu hai tháng (tháng 8 và tháng 9), vào cuối kỳ nghỉ. Lễ hội kéo dài vài ngày, được tổ chức thường niên.
Buổi hòa nhạc diễn ra trong sân của Tòa thị chính thời trung cổ và trong tàn tích lâu đài Toruń.
Giám đốc điều hành lễ hội là Zbigniew Derkowski.

## Thành tựu đạt được
Lễ hội có sự tham gia của nghệ sĩ blues và nghệ sĩ hòa tấu Keith Dunn, nghệ sĩ saxophone Adam Wendt, nghệ sĩ keyboard Przemysław Raminiak, tay trống Piotr Biskupski, Aga Zaryan, Leszek Możdżer.
Chương trình Buổi hòa nhạc Dưới những vì sao cũng có sự hưởng ứng của nhiều ban nhạc, trong đó có: Raz, Dwa, Trzy, Kroke. Khán giả có thể xem các buổi biểu diễn của nhóm nhạc và các vở kịch câm do Nhà hát Mimo trình bày.
Nhiều triển lãm nghệ thuật cũngtrưng bày tại Lễ hội, gồm triển lãm các bản vẽ châm biếm, minh họa phong cách báo chí của Mirosław Gruń và Adam Pękalski, v.v.